# Józef Halperin
Józef Halperin ps. „Ziuk”, „Józef Malczewski” (hebr. יוסף הלפרין, ur. 13 lipca 1922 w Łodzi, zm. 1 maja 2010 w Be’er Ja’akow) – partyzant AK, entomolog pochodzenia żydowskiego.

## Życiorys
Józef Halperin urodził się w 1922 w Łodzi. Pochodził z żydowskiej, syjonistycznej rodziny. Jego rodzice w domu posługiwali się głównie językiem niemieckim, niemniej Halperin w wyniku edukacji szkolnej opanował polski. Od najmłodszych lat fascynowały go owady i las.
We wrześniu 1939, po zajęciu Łodzi przez wojska niemieckie, przedostał się w okolice Baranowicz, gdzie rozpoczął pracę jako nauczyciel i dyrektor szkoły w Dubrownej. Następnie pracował jako zarządca w gospodarstwie rolnym. W tym okresie zajmował się m.in. przemycaniem żywności do getta w Baranowiczach, za co został ukarany kilkutygodniowym aresztem. Nie odróżniał się od lokalnej ludności („dobry wygląd”, znał język polski oraz niemiecki, nie padł ofiarą Zagłady i został zatrudniony na stanowisku tłumacza oddziału Straży Leśnej. W 1944 przeniesiono go do bazy leśnej w Suchedniowie. Jako leśnik, Halperin korzystał z munduru niemieckich sił pomocniczych. Umożliwiało mu to wyjazdy do Warszawy i Radomia do krewnych oraz poszukiwanie rodziców. W Suchedniowie Halperin nawiązał kontakt z członkami 2 kompanii 2 Pułku Piechoty Legionów Armii Krajowej kpt. Eugeniusza „Nurta” Kaszyńskiego. W partyzantce starał się ukrywać przed przełożonymi to, że jest Żydem. Gdy odkryto jego pochodzenie (wspólne kąpiele w jeziorze), nie spotkały go żadne przykrości, a partyzanci wciąż byli doń przyjaźnie nastawieni. Halperin służył w Armii Krajowej do stycznia 1945.
W 1945, Halperin zorganizował w Kielcach grupę żydowskich sierot w celu odbycia aliji. Grupa przedostała się do Włoch na statku „Enzo Sereni”, a następnie w 1946 dotarła do Izraela. Halperin wydarzenia te opisał w książce „Ha-derekh le-herut 1945-1946” („Droga do wolności 1945-1946”). Po dotarciu do Palestyny Halperin zamieszkał w kibucu Geszer. Po kilku miesiącach przeprowadził się do Jerozolimy, gdzie uczęszczał do szkoły w Beit HaKerem i w 1947 dołączył batalionu „Moria” w brygadzie Ecjoni. W trakcie operacji Kilshon w 1948 został poważnie ranny w nogę.
Po wojnie założył wioskę młodzieżową w Ein Kerem i uczył się w seminarium nauczycielskim. W latach 1952–1957 studiował na wydziale rolniczym Uniwersytetu Hebrajskiego, na którym w 1971 obronił doktorat. W 1958 został starszym pracownikiem naukowym w zakresie entomologii leśnej w Instytucie Badawczym Leśnictwa Ilanot, w którym założył własne laboratorium badawcze. W 1986 przeniósł się wraz z większością pracowników Instytutu Badawczego Centrum Wulkanicznego w Beit Dagan. Jego praca naukowa skupiała się na szkodnikach tui i sosen. Halperin opracował skuteczne metody zwalczania szkodników tych roślin, które były tanie i nieszkodliwe dla drzew. Przeszedł na emeryturę w 1996.
Po 1989 odwiedził Polskę, Białoruś i Niemcy, by odnaleźć przyjaciół z czasów młodości i napisać książkę autobiograficzną „Ludzie są wszędzie” (2002).

### Życie prywatne
Józef Halperin był synem Haima Halperina i Heleny z domu Goldlust (oboje zginęli w obozie zagłady w Treblince). W 1951 ożenił się z Sarą Resnik, z którą rozwiódł się po 6 latach. Małżeństwo miało syna – Efraima. Przed śmiercią, w 2007, mieszkał w Ness Cijjona.
Zmarł 1 maja 2010 i został pochowany na cmentarzu w Be’er Ja’akow.

## Działalność naukowa
Józef Halperin odkrył siedliska 615 owadów wcześniej nieznanych w Izraelu oraz opisał 44 gatunki zupełnie nowych owadów. Jego imieniem nazwano co najmniej 15 różnych gatunków owadów. Pierwszym z nich był chrząszcz Clada Halperini. Opublikował łącznie ponad 200 publikacji w języku hebrajskim i angielskim, w tym: 25 szczegółowych wykazów systematycznych grup owadów, napisał 12 monografii na temat owadów-szkodników, a także 7 monografii nt. poszczególnych gatunków drzew i ich szkodników. Do jego osiągnięć należy zaliczyć innowacyjne metody wykrywania porażonych drzew oraz metody zwalczania szkodników. Jest autorem dwóch wpisów do tomu C Encyklopedii Rolnictwa (1975) i 15 wpisów do tomu 3 Encyklopedii Zwierząt i Roślin Izraela (1989).
W 1978 zorganizował i poprowadził pierwsze międzynarodowe sympozjum na temat Korowódka sosnówka w Izraelu. W latach 1980–1979 został zaproszony jako wykładowca na Wydział Leśnictwa w Getyndze na temat subtropikalnych szkodników lasów. Uczestniczył również w wizytach studyjnych, konferencjach i seminariach w krajach europejskich, USA i Indiach.
Był członkiem Towarzystwa Entomologicznego Izraela.

## Odznaczenia
- Order walki z nazizmem(inne języki)[8]
- Laureat Nagrody Ministerstwa Rolnictwa Izraela za Efektywność (1970)[2].

## Publikacje
- „Ha-derekh le-herut 1945-1946” (Droga do wolności 1945–1946, 1996)[2],
- „Ludzie są wszędzie” (2002)[6] – autobiografia.